# Wendell Lira
Wendell Silva Lira (geboren 7. Januar 1989 in Goiânia) ist ein ehemaliger brasilianischer Fußballspieler. Zuletzt spielte er als Stürmer beim Vila Nova FC.

## Karriere
Lira begann seine Fußballkarriere 2002, als er zum Goiás EC wechselte, nachdem er zuvor in eine Schule in Ovel gegangen war.
In der zweiten Jahreshälfte 2006 erlebte Lira einen der Höhepunkte seiner Karriere, als er mit dem brasilianischen U-20-Nationalteam den Sendai-Cup gewann. Nach seiner Rückkehr zu Goiás zog er mit guten Leistungen die Aufmerksamkeit mehrerer Klubs auf sich. Während das erste Team von Goiás die Recopa Sudamericana bestritt, spielte Lira im Reserveteam um Spielpraxis zu sammeln. Ein Jahr später bekam er ein Angebot des AC Mailand, das Goiás jedoch ablehnte.
2016 beendete er seine Karriere, um Pro-Gamer zu werden.

## Verletzungen und Unterklassigkeit
In den folgenden Saisonen erlebte Lira eine Verletzungsmisere, da er seine erste von zwei schweren Knieverletzungen hatte und 10 Monate aussetzen musste. Seine Rückkehr war schwierig, da er nicht richtig trainieren konnte, weil er Muskelverletzungen erlitt. 2010 wurde er nach Fortaleza an den Fortaleza EC verliehen, wenig später erlebte er einen erneuten Rückschlag, da er sich abermals im Knie verletzte und die restliche Saison pausieren musste. 2015 gewann Lira den FIFA-Puskás-Preis. Er war nach Neymar der zweite brasilianische Spieler, der diese Auszeichnung gewinnen konnte. Das Tor erzielte er als Spieler des Goianésia EC beim 2:1-Sieg gegen Atlético Goianiense am 11. März 2015.

## Auszeichnungen
- 2015: FIFA-Puskás-Preis